# Ocotea dielsiana
Ocotea dielsiana là loài thực vật có hoa trong họ Nguyệt quế. Loài này được O. Schmidt miêu tả khoa học đầu tiên năm 1928.